# Parahelichus hintoni
Parahelichus hintoni är en skalbaggsart som beskrevs av Bollow 1940. Parahelichus hintoni ingår i släktet Parahelichus och familjen öronbaggar. Inga underarter finns listade i Catalogue of Life.